# Adolf Kroupa
Adolf Kroupa (25. července 1910 Tábor – 16. srpna 1981 Kurdějov) byl český překladatel z francouzštiny, teoretik umění a organizátor kulturního života.
Studoval lyceum ve francouzském Nîmes a na univerzitě v Montpellier. Již za svých studií překládal francouzské básníky a organizoval literární večery. V roce 1947 Kroupa pořádal v pražské Umělecké besedě cykly večerů mladého umění. V letech 1954–1970 pracoval jako ředitel brněnského Domu umění, jenž proměnil v důležité centrum kultury nejen v Brně. Po svém odchodu do penze se věnoval psaní výtvarných recenzí.